# Krnješevci
Krnješevci (v srbské cyrilici Крњешевци) jsou obec v Srbsku, v autonomní oblasti Vojvodina, v opštině Stara Pazova. 

## Obyvatelstvo
V roce 2011 zde dle srbského sčítání lidu žilo 845 obyvatel.